# شورای‌عالی اداری
شورای‌عالی اداری یکی از نهادها در ایران است که با هدف ایجاد تحول در نظام اداری کشور در ابعاد، نقش و اندازه دولت، ساختار تشکیلاتی و نظام‌های استخدامی، مدیریت منابع انسانی، روش‌های انجام کار و فناوری اداری و ارتقا و حفظ کرامت مردم و نیل به نظام اداری و مدیریتی کارا، بهره‌ور و ارزش‌افزا، پاسخگو، شفاف و عاری از فساد و تبعیض، اثربخش، نتیجه‌گرا و مردم‌سالار ایجاد شده است. دبیرخانه شورای عالی اداری در دفتر راهبری تحول اداری سازمان اداری و استخدامی کشور مستقر است.

## تاریخچه
در دی‌ماه ۱۳۴۰، هیئت وزیران تصویب کرد شورایی به‌منظور تحول در تشکیلات اداری کشور با عنوان «شورای‌عالی اداری کشور» تشکیل شود. این شورا دارای یک هیئت رئیسه متشکل از نخست‌وزیر (رئیس)، وزیر دارایی، وزیر دادگستری، وزیر کشور و دبیرکل شورا بود؛ ولی این شورا در سال ۱۳۴۵ منحل و به‌جای آن، «سازمان امور اداری و استخدامی کشور» تشکیل شد.
بعد از انقلاب ۱۳۵۷ و در سال ۱۳۶۹، به‌موجب بند ۴–۳ بخش ۳۱ (نظام اداری و اجرایی) پیوست قانون برنامه اول توسعه «شورای‌عالی اداری» تشکیل شد. ادامه فعالیت این شورا در تبصره ۳۱ قانون برنامه دوم توسعه، ماده یک قانون برنامه سوم توسعه و ماده ۱۵۴ قانون برنامه چهارم توسعه توسط قانون‌گذار مورد تصریح قرار گرفت. در سال ۱۳۸۶، «قانون مدیریت خدمات کشوری» توسط مجلس تصویب شد. ماده ۱۱۴ و ۱۱۵ این قانون به شورای‌عالی اداری پرداخته‌است و ترکیب و وظایف این شورا را مشخص نموده‌است. بر اساس ماده ۱۱۴، دبیرخانه شورا در سازمان اداری و استخدامی کشور قرار دارد و این سازمان مسئول نظارت بر حسن اجرای تصمیمات شورا می‌باشد. همچنین مصوبات شورا پس از تأیید رئیس‌جمهور لازم‌الاجرا است. به‌موجب تبصره ماده ۱۱۵ این قانون، ایجاد دستگاه اجرایی جدید بر اساس پیشنهاد نهادهای ذی‌ربط، منوط به تأیید شورای‌عالی اداری و تصویب هیئت وزیران و با تصویب مجلس می‌باشد.

## اعضا
- رئیس‌جمهور (رئیس شورا) و در غیاب وی معاون اول
- رئیس سازمان اداری و استخدامی کشور (دبیر شورا)
- وزیر آموزش و پرورش
- وزیر بهداشت، درمان و آموزش پزشکی
- وزیر تعاون، کار و رفاه اجتماعی
- سه وزیر دیگر به انتخاب هیئت وزیران
- وزیر یا رئیس دستگاه مستقل ذی‌ربط حسب مورد
- دو نفر از استانداران به انتخاب استانداران سراسر کشور
- دو نفر صاحب‌نظر در رشته حقوق اداری و مدیریت به انتخاب رئیس‌جمهور
- دو نفر از نمایندگان مجلس شورای اسلامی به انتخاب مجلس شورای اسلامی به‌عنوان ناظر[۶]